# Джас Рам Сингх
Подполковник Джас Рам Сингх (род. 1 марта 1935) — отставной офицер индийской армии и обладатель «Ашоки Чакры», высшего ордена Индии за героизм, проявленный в мирное время.

## Ранние годы
Родился 1 марта 1935 года в деревне Бхабокра в округе Буландшар штата Уттар-Прадеш. Его отец, Шри Бадан Сингх, был простым фермером. Окончил NREC, колледж расположенный в Хурджа, штат Уттар-Прадеш.

## Военная карьера
В армии он начал служить связистом. После продолжил работать инструктором в Королевском армейском учебном корпусе (Royal Army Educational Corps) до 1963 года. В том же году он был назначен офицером в Раджпутский лёгкий пехотный полк.

## Операция на холмах Мизо
В 1968 году он был отправлен в Раджпутский полк в Мизорам. В том же году он командовал взводом 16-го батальона Раджпутского полка в горах Мизо. Получив информацию, что около 50 боевиков находятся в деревнях на холмах Мизо, он с двумя взводами отправился на их поиски. Взводы подверглись мощному обстрелу со стороны боевиков. Он лично руководил штурмом и захватил позицию боевиков. После этого боевики покинули позицию и скрылись. Они оставили после себя двоих убитых, шестерых раненых и огромное количество оружия и боеприпасов. За лидерство и мужественный поступок он получил орден Ашоки Чакры.